# Nuoto ai XIX Giochi del Mediterraneo - Staffetta 4x100 metri misti femminile
La gara della staffetta 4x100 metri misti femminile ai XIX Giochi del Mediterraneo si è svolta il 4 luglio 2022. La finale si è disputata nel pomeriggio.

## Podio
| Pos. | Nazione | Atleta                                                                    |
| ---- | ------- | ------------------------------------------------------------------------- |
|      | Italia  | Carlotta Zofkova Lisa Angiolini Ilaria Bianchi Sofia Morini               |
|      | Spagna  | África Zamorano Marina García Urzainqui Carla Hurtado Lidón Muñoz         |
|      | Turchia | Ekaterina Avramova Viktoriya Zeynep Güneş Deniz Ertan İlknur Nihan Çakıcı |

## Record
Prima della manifestazione il record del mondo (RM) e il record dei Giochi del Mediterraneo (RG) erano i seguenti.
|  | 3'50"40 | Stati Uniti | 28 luglio 2019 Gwangju   |
|  | 3'58"27 | Italia      | 25 giugno 2018 Tarragona |

Durante la competizione non sono stati migliorati record.

## Risultati

### Finale
| Pos. | Corsia | Nazione    | Atleta | Tempo   | Note |
| ---- | ------ | ---------- | --- | ------- | ---- |
|      | 6      | Italia     | Carlotta Zofkova (1'01"52) Lisa Angiolini (1'07"32) Ilaria Bianchi (1'00"78) Sofia Morini (55"03)               | 4'04"65 |      |
|      | 3      | Spagna     | África Zamorano (1'02"24) Marina García Urzainqui (1'08"63) Carla Hurtado (1'01"05) Lidón Muñoz (54"25)         | 4'06"17 |      |
|      | 4      | Turchia    | Ekaterina Avramova (1'01"69) Viktoriya Zeynep Güneş (1'08"66) Deniz Ertan (1'00"56) İlknur Nihan Çakıcı (56"40) | 4'07"31 |      |
| 4    | 1      | Portogallo | Camila Rebelo (1'02"02) Ana Rodrigues (1'09"38) Mariana Cunha (59"60) Francisca Martins (56"57)                 | 4'07"57 |      |
| 5    | 2      | Slovenia   | Janja Šegel (1'02"50) Tara Vovk (1'10"20) Tjaša Pintar (1'00"71) Neža Klančar (55"10)                           | 4'08"51 |      |
| 6    | 5      | Grecia     | Ioanna Sacha (1'04"10) Chara Angelaki (1'10"02) Anna Ntountounaki (58"97) Sofia Klikopoulou (56"87)             | 4'09"96 |      |
| 7    | 7      | Algeria    | Imène Kawthar Zitouni (1'06"68) Hamida Rania Nefsi (1'14"50) Nesrine Medjahed (1'03"29) Amel Melih (56"31)      | 4'20"78 |      |